# Parcz
Parcz (niem. Groß Partsch, Partsch) – osada w Polsce położona w województwie warmińsko-mazurskim, w powiecie kętrzyńskim, w gminie Kętrzyn.
W latach 1975–1998 miejscowość administracyjnie należała do województwa olsztyńskiego.
Przez wieś biegnie linia kolejowa nr 259, na której jest przystanek Parcz.

## Historia
W rejonie wsi w 1904 odkryto kurhan z epoki brązu.
W XIV w. była tu pruska wieś chłopska lokowana na 16 włókach. Była tu jedna służba rycerska i młyn wodny. W roku 1378 wielki mistrz krzyżacki Konrad von Wallenrod nadał tu na prawie chełmińskim dwom braciom Więckowi i Michałowi 60 włók nad jeziorem Parcz (współcześnie jezioro to nie istnieje). Świadkiem tego nadania był Ulrich von Jungingen.
W roku 1437 właścicielem wsi został Fryderyk von Partz. Od nazwiska właściciela przyjęła się nazwa wsi. W XVI w. wieś należała do Kobylińskich, a w XVII w. do Kalksteinów. Z rodziny tej najbardziej znany jest Krystian Kalkstein. Historia jego życia przedstawiona była w serialu telewizyjnym Czarne chmury. Od Kalksteinów dobra parczowskie odkupił baron Fryderyk von Schenk zu Tautenberg. O Tautenbergach pisał Kętrzyński, że z poddanymi rozmawiali po polsku. Tautenbergowie główna siedzibę rodu mieli w Dobie. W XVIII w. we wsi znajdował się wiatrak. W roku 1913 właścicielem Parcza był Georg Frhr. von Schenk zu Tautenberg (rodzina nabyła wioskę na początku XIX wieku), a dzierżawcą majątku Joachim Deuβ. Majątek razem z folwarkiem w Jankowie miał powierzchnię 689 ha.
W czasie II wojny światowej na terenie Parcza znajdował się obóz jeniecki dla Norwegów, których wykorzystywano do niektórych prac związanych z budową Wilczego Szańca.
Po roku 1945 w Parczu utworzono PGR, który przed ich likwicją funkcjonował jako samodzielny zakład rolny w ramach Przedsiębiorstwa Hodowli Zarodowej w Wopławkach. Do Zakładu Rolnego w Parczu należały obiekty produkcyjne w Jankowie i Mażanach. W Parczu prowadzona była hodowla była, trzody chlewnej rasy złotnicka pstra i ferma zwierząt futerkowych (lisów).

## Dwór
Dwór w Parczu wybudowany został w połowie XIX w. Dwór znajduje się między parkiem, a częścią gospodarczą. Jest to budowla dwukondygnacyjna z ryzalitem od strony parku. Ryzali od strony elewacji frontowej poprzedzony jest murowanym gankiem z tarasem. Dwór przykryty jest dachem dwuspadowym.
Dwór w okresie II wojny światowej zajęty był na potrzeby obsługi Wilczego Szańca.